# Herman Jessor

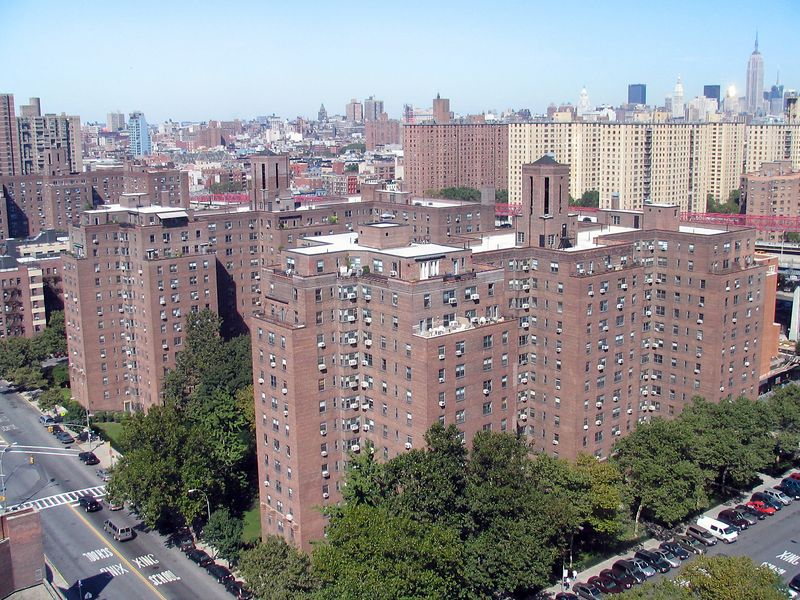
Hillman Housing Corporation (Architekt Herman Jessor)

Herman J. Jessor (* 15. Juni 1894 im Russischen Kaiserreich als Herman Jescherski; † 8. April 1990 in Manhattan, New York City) war ein US-amerikanischer Architekt und eine der Schlüsselfiguren des genossenschaftlichen Wohnungsbaus in New York City. Er entwarf und realisierte im Laufe seiner Karriere mehr als 40.000 Wohnungen, vor allem für Gewerkschaftsmitglieder und Arbeiterfamilien, und prägte mit seinen innovativen Konzepten das soziale Wohnen in der Metropole nachhaltig. Zu den größten von Jessor geplanten Komplexen gehören Rochdale Village und Co-op City.

## Frühe Jahre und Ausbildung
Jessor wurde 1894 als Herman Jescherski im Russischen Kaiserreich (nach einigen Angaben in Russland, nach anderen Quellen in der Ukraine oder auf dem Gebiet des heutigen Belarus) geboren und wanderte 1906 mit seiner ukrainisch-jüdischen Familie in die Vereinigten Staaten aus. Die Familie ließ sich in New York City nieder und nannte sich dann Jessor, nachdem sie ihren Namen amerikanisiert hatte. Jessor besuchte die Stuyvesant High School in Manhattan und studierte anschließend Ingenieurwesen an der Cooper Union School of Engineering, während er tagsüber in einem Architekturbüro der Cooper Union arbeitete. 1917 schloss er sein Studium ab. Während des Ersten Weltkriegs war er als Stahlbetonkonstrukteur für die Bethlehem Shipbuilding Company tätig und stieg nach kurzer Zeit zum Chefzeichner auf.

## Berufseinstieg und erste Projekte
In den 1920er Jahren begann Jessor seine Architektenlaufbahn im Büro von George W. Springsteen und Albert Goldhammer und war als junger Architekt am Bau der United Workers Co‑operatives beteiligt. Zu dieser Zeit war der Mangel an bezahlbaren Wohnungen für Arbeiter in New York groß. Zur Förderung des Baus von erschwinglichen Wohnungen wurde 1926 vom Bundesstaat New York der Limited Dividend Housing Companies Act verabschiedet, der für Großprojekte die Konfiszierung von Land durch die Gemeinde, die Befreiung von der Grundsteuer für 20 Jahre und die Begrenzung der Mieten vorsah, was insbesondere für Gewerkschaften interessant war. 1927 entwarf Jessor in Zusammenarbeit mit dem Gewerkschafter und Genossenschaftsaktivisten Abraham E. Kazan Gebäude der Amalgamated Housing Cooperative in der Bronx – des ersten sogenannten „Limited-Equity Cooperative“-Projekts in New York City. Dieses Projekt markierte den Beginn seiner lebenslangen Arbeit an genossenschaftlichen Wohnanlagen, vorwiegend für Gewerkschaftsmitglieder und Arbeiterfamilien. Ab 1930 arbeitete er nur noch an Projekten, die von Kazan initiiert und finanziert wurden.

## Bedeutende Bauprojekte
In den folgenden Jahrzehnten entwarf und realisierte Jessor zahlreiche bedeutende Wohnprojekte in New York City mit insgesamt mehr als 40.000 Wohnungen. Er arbeitete dabei mit der gemeinnützigen United Housing Foundation und verschiedenen Gewerkschaften zusammen, wie etwa der Amalgamated Clothing Workers Union, der International Ladies Garment Workers Union und der International Brotherhood of Electrical Workers. Zu seinen wichtigsten Projekten zählen:

| Name                                                            | Bezirk/Stadtteil             | Bauzeit                         | Wohneinheiten | Besonderheiten | Bild |
| --------------------------------------------------------------- | ---------------------------- | ------------------------------- | ------------- | --- | --- |
| Amalgamated Cooperative Apartments                              | Bronx, Van Cortlandt Village | 1927–1930                       | ca. 1.400     | Erstes großes genossenschaftliches Wohnprojekt in New York, Vorbild für viele weitere Anlagen. | Ansicht mehrerer Gebäude der Amalgamated Housing Cooperative, von der Orloff Avenue, Bronx |
| United Workers Cooperative Colony („The Coops“)                 | Bronx, Allerton              | 1926–1929                       | ca. 700       | Radikales, von der Arbeiterbewegung initiiertes Projekt mit viel Gemeinschaftsfläche. | United Workers Cooperative Colony |
| Hillman Houses                                                  | Manhattan, Lower East Side   | 1950–1951                       | 807           | Drei Wohntürme, Teil des Cooperative Village | Schild vor 530 Grand Street, Hillman Houses, Meyer London Building. |
| East River Housing Corporation (auch ILGWU Cooperative Village) | Manhattan, Lower East Side   | 1956                            | 1.672         | Großes Genossenschaftsprojekt aus mit rotem Backstein verkleideten Wohntürmen auf kreuzförmigem Grundriss mit hellen Wohnungen, möglichst mit Blick auf den Fluss, Spielplätzen, Gärten, Parkraum, einem Einkaufszentrum und einer Versammlungshalle | Zwei Türme der East River Housing Corporation in der Grand Street zwischen der Madison Street und dem FDR Drive im Lower-East-Side-Viertel von Manhattan, New York City                                                                |
| Seward Park Housing Corporation                                 | Manhattan, Lower East Side   | 1957–1960 (Fertigstellung 1961) | 1.728         | Vier Wohnblöcke mit charakteristischen, gestaffelten Türmen und Wandmalereien des kommunistischen Künstlers Hugo Gellert in der Eingangshalle, Symbol für modernes, erschwingliches Wohnen. | Die vier 20-stöckigen Gebäude der Seward Park Housing Corporation zwischen East Broadway, Grand, Essex und Pitt Streets, im Lower East Side-Viertel von Manhattan, New York City, wurden 1957–59 nach Plänen von Herman Jessor erbaut. |
| Penn South (Mutual Redevelopment Houses)                        | Manhattan, Chelsea           | 1962–1963                       | 2.820         | 22-stöckige Hochhaustürme mit zentraler Klimaanlage und Balkons in einem Park auf dem Gebiet eines ehemaligen Slums, eröffnet von Präsident John F. Kennedy. Errichtet wurden zudem Spielplätze, zwei Kirchen, Einzelhandelsgebäude, ein Theater und eine Tennishalle. | Die Wohnungsbaugenossenschaft Penn South vom Empire State Building aus gesehen. |
| Amalgamated Warbasse Houses                                     | Brooklyn, Coney Island       | 1964–1965                       | 2.585         | Eines der ersten großen Genossenschaftsprojekte in Brooklyn mit sechs- bis siebengeschossigen Häusern, Bibliothek, Klassenzimmern, Kunstateliers und einem Gemeindehaus. | Die Amalgamated Warbasse Houses in Coney Island, Brooklyn |
| Rochdale Village                                                | Queens, Jamaica              | 1960–1965                       | 5.860         | 1965 das größte Genossenschaftsprojekt weltweit bis zur Fertigstellung von Co-op City 1971. Auf dem Gelände einer ehemaligen Rennbahn errichtet, folgte Rochdale Village Le Corbusiers Konzept der „Stadt in der Stadt“ mit 20 Gebäuden, die in fünf Ringen angeordnet waren und über Grünflächen, zwei Schulen, eine Polizeiwache, eine Bibliothek, zwei Einkaufszentren und ein Kraftwerk verfügten. | Wohnanlage Rochdale Village in South Jamaica, Queens |
| Co-op City                                                      | Bronx, Baychester            | 1965–1973                       | 15.372        | Das größte genossenschaftliche Wohnprojekt der Welt, bestehend aus 35 Wohntürmen und sieben Gruppen aus dreigeschossigen Stadthäusern für insgesamt mehr 55.000 Bewohner. | Co-op City, Bronx |
| Twin Pines (später Starrett City, heute Spring Creek Towers)    | Brooklyn, East New York      | 1972–1975                       | 5.881         | Das ursprünglich als genossenschaftliches Wohnprojekt geplante Twin Pines wurde noch während der Bauarbeiten privatisiert und an Kinney/Starrett verkauft und in Starrett City umbenannt. Später war etwa ein Fünftel Eigentum von Donald Trump. | Starrett City |

## Architektonische Prinzipien
Jessor war bekannt für soziale Innovationen in der Architektur: Er entwarf Wohnungen mit Eingangsfoyers, Wohnküchen mit Fenstern und Schlafzimmern mit Querlüftung, um auch ohne Klimaanlage für Komfort zu sorgen. Dieses Konzept stammt ursprünglich von George W. Springsteen und wurde von Jessor um Balkons und Ausluchten erweitert. Die Grundrisse der Wohnungen wurden von Chefzeichner Gerhard Graupe erstellt. Viele seiner Projekte wurden in enger Zusammenarbeit mit Gewerkschaften wie der Amalgamated Clothing Workers Union und der International Ladies Garment Workers Union realisiert. Jessors Projekte, die das „Turm im Park“-Konzept verfolgten, ersetzten die früheren niedrigen, oft dicht gedrängten Gebäude durch Hochauskomplexe, die aus preiswertem Material, wie etwa Backstein, gebaut wurden. Owen Hatherley, ein Londoner Kritiker, sah in Herman Jessor den „wichtigsten radikalen Architekten, von dem Sie noch nie gehört haben“.
Jessors Entwürfe stellten die Bedürfnisse der Bewohner in den Mittelpunkt:
- Licht und Luft: geräumige Küchen mit Fenstern, Badezimmer mit Lüftung, Querlüftung in Schlafzimmern und großzügige Grünflächen
- Soziale Infrastruktur: Förderung des Zusammenlebens durch Gemeinschaftseinrichtungen und Versammlungsräume
- Bezahlbarkeit: geringe Baukosten durch Verzicht auf aufwendige Fassaden und durch Einsatz preiswerter Materialien sowie durch enge Zusammenarbeit mit der United Housing Foundation und durch Förderprogramme[2][4]

## Rezeption
Herman Jessor wurde von zahlreichen Architekturkritikern, Stadtplanern und Autoren kritisch betrachtet. Besonders im Fokus stand dabei die Gestaltung und Wirkung seiner Großprojekte.

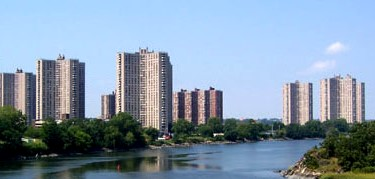
Co-op City am Hutchinson River (2007)

Ada Louise Huxtable, die renommierte Architekturkritikerin der New York Times, bemängelte das „uninspirierte architektonische Design“ und die „sterile Standortplanung von Co-op City“. 1968 urteilte sie in der New York Times: „Seine Größe und sein Ausmaß sind monumental; seine Umwelt- und Sozialplanung ist minimal.“
1971 schrieb sie, Co-op City habe „nichts von der schicken New-Town-Ästhetik oder dem Lebensstil-Gütesiegel eines Reston“ und werde „nie im Scheinwerferlicht der modischen Planung stehen“, bewertete aber „15.372 gut geplante Wohnungen“ als „keine schlechte Leistung“. Mit Co-op City gehe die United Housing Foundation „weit über die sterilen Muster der Stiftung aus der Vergangenheit hinaus“. Der Architekturkritiker Walter McQuade bezeichnete die Architektur von Co-op City als „steril und plump“. Peter Blake nannte diese Gebäude „ziemlich hässlich“ und kritisierte damit ihre ästhetische Wirkung.
In seinem Buch Working-Class New York aus dem Jahr 2000 merkte der US-amerikanische Historiker Joshua Freeman an, von Jessor und der United Housing Foundation sei die Art von sozialer Architektur geschaffen worden, die die Radikalen der 60er Jahre geforderten hätten, welche aber nicht viel Notiz davon genommen hätten.

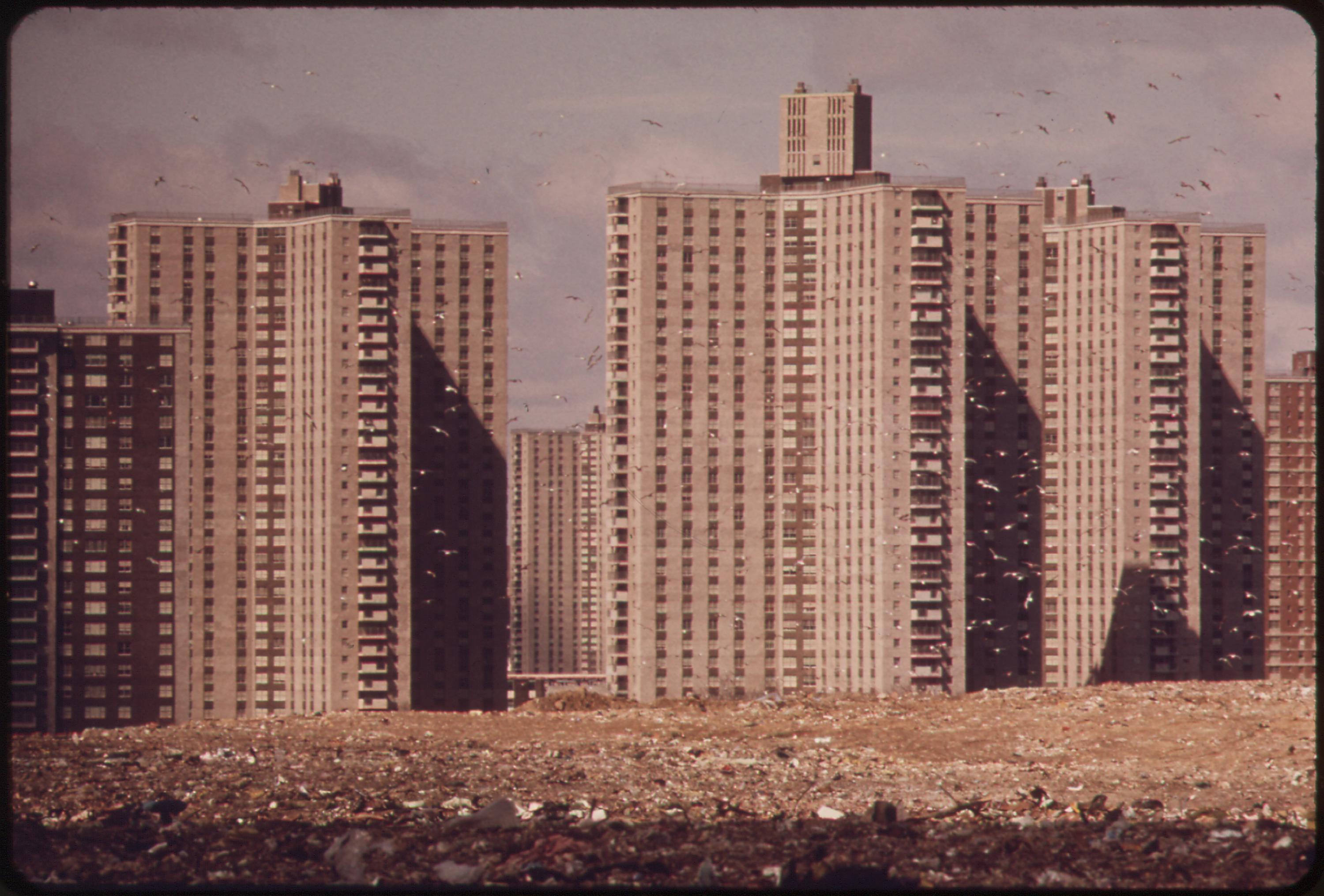
Wohnungen der „Co-op City“ am Rande einer überfüllten Mülldeponie, die später beseitigt wurde (1973)

Jane Jacobs wiederum kritisierte in ihrem einflussreichen Buch Tod und Leben großer amerikanischer Städte (1961) die Prinzipien großmaßstäblicher Siedlungen wie der von Jessor. Sie bemängelte insbesondere die fehlende Vielfalt, das Fehlen von Straßenleben und die soziale Isolation, die durch solche Projekte entstehen könne. Jacobs forderte stattdessen lebendige, gemischt genutzte Nachbarschaften und eine stärkere Einbindung der Bewohner in die Stadtentwicklung. Auch Sibyl Moholy-Nagy sprach in Bezug auf Co-op City von einem „tödlichen Antiurbanismus“. Jessor wieder sprach diesem schroff: „Das ‚soziale Gefüge‘, das Jane Jacobs und ihresgleichen so sehr am Herzen liegt, gibt es nicht.“
In seinem Buch Public Housing That Worked: New York in the Twentieth Century bestätigt Nicholas Dagen Bloom, dass viele der von Jessor entworfenen Genossenschaftswohnungen, wie etwa Co-op City und Penn South, ursprünglich für Arbeiter, insbesondere für Mitglieder bestimmter Gewerkschaften (häufig mit jüdischem Hintergrund), gebaut wurden. Die Vergabekriterien und Aufnahmeprozesse hätten dazu geführt, dass die Bewohnerstruktur dieser Projekte über Jahrzehnte hinweg relativ homogen geblieben sei. Bloom weist darauf hin, dass diese Praxis zwar stabile und solidarische Nachbarschaften geschaffen, aber auch dazu beigetragen habe, dass Minderheiten und andere gesellschaftliche Gruppen nur schwer Zugang zu diesen Wohnungen fanden. Kritiker sahen darin eine Form von sozialer und ethnischer Segregation, die den Zielen einer offenen, inklusiven Stadtgesellschaft widersprach. Der renommierte Architekt und Stadtplaner Percival Goodmann verurteilte Rochdale Village und die architektonischen Leistungen Jessors als „eine Schande für die Menschheit“ und spottete: „Nur weil es den Regen abhält, ist es noch lange nicht lebenswert.“
Denise Scott Brown und Robert Venturi, Mitglieder des American Institute of Architects, vertraten eine Gegenposition. In ihrem 1970 in der Zeitschrift Progressive Architecture veröffentlichten Aufsatz Co-op City: Learning to Like it urteilten sie, Co-op City sei nicht hässlich oder steril, sondern erfrischend „konventionell“ und „gewöhnlich“. Das Projekt stelle die gängigen Vorstellungen von „gutem Design“ in Frage: „Wenn ‚gutes Design‘ doppelt so viel kostet, dann ist gutes Design nicht mehr zeitgemäß und muss neu definiert werden.“

## Ruhestand und Tod
Herman Jessor schloss sein Büro 1980 und heiratete mit 85 Jahren. Er starb 1990 im Alter von 95 Jahren im Jacob-Perlow-Hospiz des Beth Israel Hospital in New York und hinterließ seine Frau Eva, geborene Jaffee. Überlebt wurde er auch von seinem Bruder David, der im kasachischen Alma-Ata lebte.